# Torneio Mundial de Futsal Feminino de 2013
O Torneio Mundial de Futsal Feminino de 2013 foi a 4ª edição do Torneio Mundial de Futsal Feminino. Estava previsto realizar-se em San Cristóbal (Venezuela), entre os dias 11 e 18 de dezembro de 2013, mas devido a dificuldades logísticas em realizar o torneio nesse período, a FIFA decidiu mudar a sede para as cidades espanholas de Ciudad Real e Alcázar de San Juan, entre os dias 13 e 20 de dezembro de 2013. Apesar dos boatos de que atual tricampeã do Torneio, Seleção Brasileira de Futsal Feminino, não poderia participar da competição neste ano, a equipe disputou o torneio, que viria a vencer.

## Fase de grupos

### Grupo A
| Equipa     | Pts | J | V | E | D | GM | GS | DG |
| ---------- | --- | - | - | - | - | -- | -- | -- |
| Espanha    | 9   | 3 | 3 | 0 | 0 | 12 | 6  | 6  |
| Portugal   | 6   | 3 | 2 | 0 | 1 | 13 | 5  | 8  |
| Japão      | 3   | 3 | 1 | 0 | 2 | 2  | 9  | -7 |
| Costa Rica | 0   | 3 | 0 | 0 | 3 | 4  | 11 | -7 |

|            | Portugal | Espanha | Japão | Costa Rica |
| ---------- | -------- | ------- | ----- | ---------- |
| Portugal   |          | 3-5     | 6-0   | 4-0        |
| Espanha    | –        |         | 2-0   | 5-3        |
| Japão      | –        | –       |       | 2-1        |
| Costa Rica | –        | –       | –     |            |

### Grupo B
| Equipa  | Pts | J | V | E | D | GM | GS | DG  |
| ------- | --- | - | - | - | - | -- | -- | --- |
| Brasil  | 10  | 4 | 3 | 1 | 0 | 43 | 4  | 39  |
| Rússia  | 10  | 4 | 3 | 1 | 0 | 21 | 3  | 18  |
| Irão    | 6   | 4 | 2 | 0 | 2 | 17 | 13 | 4   |
| Ucrânia | 3   | 4 | 1 | 0 | 3 | 22 | 17 | 5   |
| Malásia | 0   | 4 | 0 | 0 | 4 | 1  | 67 | -66 |

|         | Malásia | Rússia | Ucrânia | Irã  | Brasil |
| ------- | ------- | ------ | ------- | ---- | ------ |
| Malásia |         | 0-11   | 1-18    | 0-11 | 0-27   |
| Rússia  | –       |        | 6-2     | 4-1  | 3-3    |
| Ucrânia | –       | –      |         | 2-4  | 0-6    |
| Irão    | –       | –      | –       |      | 1-7    |
| Brasil  | –       | –      | –       | –    |        |

## Fase final
|  | Semifinais | Semifinais |   |        | Final         | Final    |  |
|  |            |            |   |        |               |          |  |
|  | 18-Dez     |            |   |        |               |          |  |
|  | Espanha    | 4          |   |        |               |          |  |
|  | Rússia     | 1          |   |        |               |          |  |
|  |            |            |   |        |               |          |  |
|  |            |            |   |        | 20-Dez        |          |  |
|  |            |            |   |        | Espanha       | 1        |  |
|  |            | Brasil     | 2 |        |               |          |  |
|  |            |            |   |        |               |          |  |
|  |            |            |   |        |               |          |  |
|  |            |            |   |        | 3º e 4º Lugar |          |  |
|  | 18-Dez     | 18-Dez     |   | 20-Dez | 20-Dez        |          |  |
|  | Brasil     | 5          |   | Rússia | 0 (3 gp)      |          |  |
|  | Portugal   | 1          |   |        | Portugal      | 0 (1 gp) |  |

## Classificação Final
| Pos | Equipa     |
| --- | ---------- |
|     | Brasil     |
|     | Espanha    |
|     | Rússia     |
| 4   | Portugal   |
| 5   | Irão       |
| 6   | Ucrânia    |
| 7   | Japão      |
| 8   | Costa Rica |
| 9   | Malásia    |

| Torneio Mundial de Futsal Feminino de 2013 |
| Brasil                                     |
| ------------------------------------------ |
| BRASIL Campeão (4° título)                 |